# Crni daždevnjak
Crni daždevnjak ili planinski daždevnjak (Salamandra atra) je vodozemac iz roda daždevnjaka. Kao i ostali daždevnjaci, duguljasta je tijela, s četiri kratke noge podjednake dužine i dugačkim repom. Koža im je sluzava, jednobojna, najčešće crna, iako može biti i sivkasta ili smeđa. Iza glave imaju vidljivo izražene parotidne žlijezde. To su nakupine otrovnih žlijezda koji ih čine nejestivima.
Za razliku od većine drugih vodozemaca, ova vrsta je viviparna. To znači, da ženka ne odlaže jaja u vodu gdje bi prolazili preobrazbu do odrasle životinje, nego na svijet donosi jedno do dva potpuno razvijena potomka s razvijenim plućima sposobna za samostalan život na suhom. Životni vijek im je najmanje deset godina.

## Stanište
Crni daždevnjak ne zahtijeva vodeno stanište za razvoj, a preferiraju hladna i vlažna planinska staništa. Većinu vremena provodi na skrovitim mjestima u šupljinama, procjepima i rupama. Živi u miješanim šumama (na manjim nadmorskim visinama), ali ga nalazimo i iznad granice drveća, na otvorenijim staništima, ako ima dovoljno povoljnih skrovišta. Aktivni su noću, ali ih se može susresti i danju, u sjeni, osobito za oblačna vremena i nakon kiše.

## Razmnožavanje
Parenje crnih daždevnjaka se odvija na suhom, ali u uvjetima visoke vlažnosti. Pri parenja, mužjak ispušta spermatofor (paketić sperme) na tlo, a zatim obuhvaća ženku i polaže je na spermatofor. Ličinke u jajima, unutar majke, nastavljaju svoj razvoj do preobrazbe. Ženka rađa dva potpuno preobražena mlada, dugačka 4 do 5 cm. Trudnoća na nižim nadmorskim visinama (650 – 1000 m/nm) traje dvije godine, a na višim (1400 – 1700 m/nm) i tri godine. Ličinke se hrane vlastitim žumanjkom, zatim neoplođenim jajima, a na kraju posebnom hranom koju izlučuje stijenka maternice.

## Prehrana
Odrasli se hrane mekušcima, gujavicama, stonogama, kopnenim račićima i insektima. 

## Zaštita od predatora
Budući da su otrovni, predatori ih uglavnom izbjegavaju. Otrovom stvaraju parotidne žlijezde te četiri reda otrovnih žlijezda koje se protežu dužinom tijela. Otrov je neurotoksičan, pa bilo koji pokušaj nekog predatora da ih pojede najčešće završava smrću obje životinje.

## Zakonska zaštita
Crni daždevnjak je zaštićen sljedećim međunarodnim propisima:
- Direktiva o staništima - Annex IV
- Bernska konvencija - Appendix II; strogo zaštićena vrsta

U Hrvatskoj, štiti ga Pravilnik o proglašavanju divljih svojti zaštićenim i strogo zaštićenim (NN 07/06), gdje je naznačen kao "strogo zaštićena zavičajna svojta".
Procjena rizika od izumiranja svojte prema IUCN kriterijima - Crveni popis: Globalno – Smanjeni rizik (lc).

## Drugi projekti
|  | Zajednički poslužitelj ima stranicu o temi Crni daždevnjak |
|  | Wikivrste imaju podatke o taksonu Crnom daždevnjaku        |